# Ajan-Jurjach
Der Ajan-Jurjach (russisch Аян-Юрях, im Oberlauf auch Аян-Петля (Ajan-Petlja)) ist der linke Quellfluss der Kolyma im Norden von Ostsibirien.
Der Ajan-Jurjach entspringt im Chalkangebirge (Халканского хребта), dem östlichen Abschluss des Hochlands von Oimjakon. Er fließt in überwiegend südöstlicher Richtung durch das Nera-Hochland. Das Tscherskigebirge verläuft nordöstlich des Ajan-Jurjach. Der Fluss trifft nach 237 km auf den Kulu, mit welchem er die Kolyma bildet. Der Ajan-Jurjach entwässert ein Areal von 24.100 km². Zwischen Ende Oktober und Ende Mai ist der Fluss eisbedeckt. Der Chinike (Хинике) ist ein rechter Nebenfluss des Ajan-Jurjach.